# Umbuzeiro
Umbuzeiro este un oraș în Paraíba (PB), Brazilia.